# Чумаки (Красногорський район)
Чумаки́ (рос. Чумаки) — присілок в Красногорському районі Удмуртії, Росія.

## Населення
Населення — 22 особи (2010; 26 в 2002).
Національний склад станом на 2002 рік:
- росіяни — 96 %